# 库代陨石坑

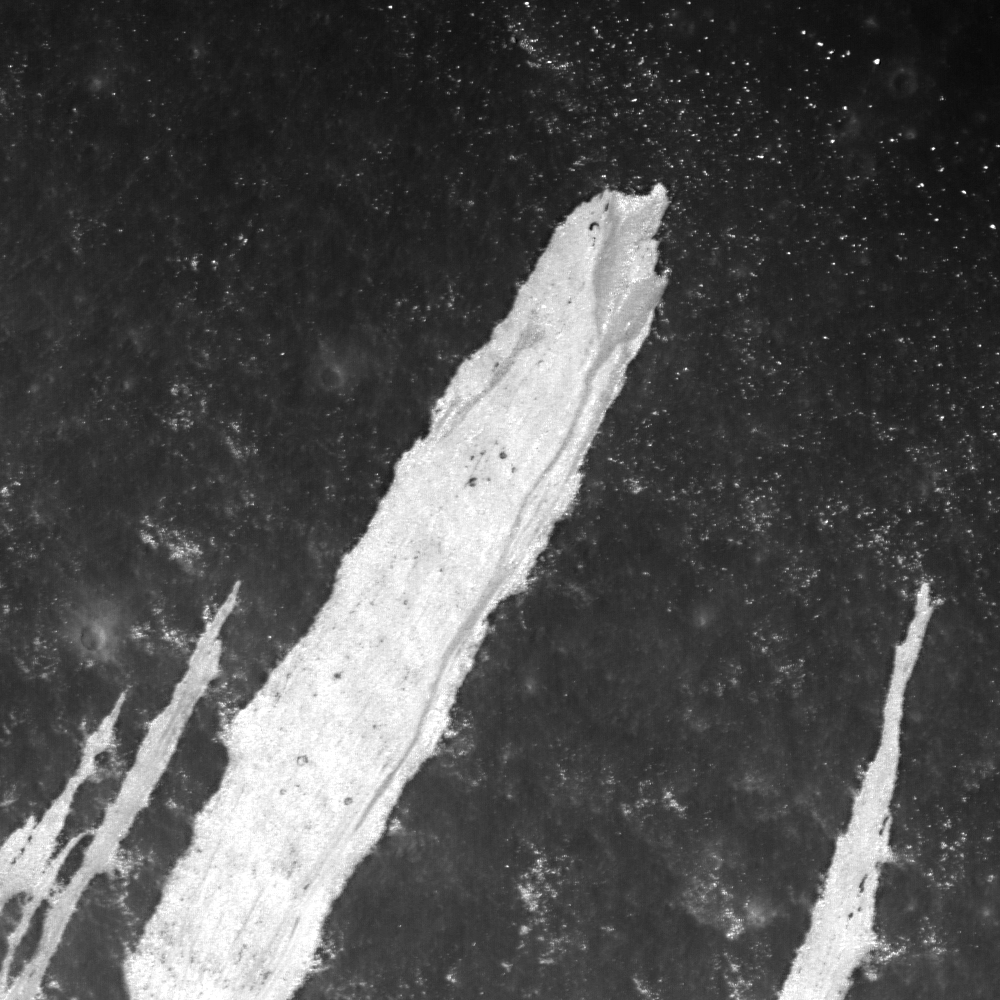
库代陨石坑西侧内壁上的滑坡，月球勘测轨道飞行器拍摄，图像宽1000米。

库代陨石坑（Couder）是位于月球背面巨大的科迪勒拉山脉内壁底部的一座小撞击坑，其名称取自法国天文学家安德烈·库代（1897年－1979年），1985年被国际天文学联合会正式接受。

## 描述
该陨坑西北偏西毗邻克拉马罗夫陨石坑、正东面靠近施吕特环形山，往南面稍远坐落了相对年轻的蒙德环形山，再往南则横亘了鲁克山脉及所环绕的东方海。该陨坑中心月面坐标为4°54′S 92°35′W / 4.90°S 92.58°W，直径18.56公里，深约1.736公里。
库代陨石坑外观呈圆杯状，东南部明显凸出，坑壁边缘完整清晰，内壁面较为平整，沿西侧内壁分布有反映了坑内近期地质活动的明亮滑坡带。陨坑坑壁最大高出周边区域760米，其中东侧壁顶较坑底落差达4000米，内部容积约为270立方千米。坑内地表相对平坦，没有醒目的地貌结构。
尽管该陨坑位于月球背面，但有时通过月球摄动，可进入地球视野范围。
在1985年被国际天文学联合会正式命名前，该陨坑曾被称作卫星坑“蒙德 Z”（所谓的“卫星坑标记法”：以所靠近的主坑名+字母来命名）。

## 另请参阅
- Andersson, L. E.; Whitaker, E. A. . NASA RP-1097. 1982.
- Blue, Jennifer. . USGS. July 25, 2007  [2007-08-05]. （原始内容存档于2012-04-08）.
- Bussey, B.; Spudis, P. . New York: Cambridge University Press. 2004. ISBN 978-0-521-81528-4.
- Cocks, Elijah E.; Cocks, Josiah C. . Tudor Publishers. 1995. ISBN 978-0-936389-27-1.
- McDowell, Jonathan. . Jonathan's Space Report. July 15, 2007  [2007-10-24]. （原始内容存档于2012-05-26）.
- Menzel, D. H.; Minnaert, M.; Levin, B.; Dollfus, A.; Bell, B. . Space Science Reviews. 1971, 12 (2): 136–186. Bibcode:1971SSRv...12..136M. doi:10.1007/BF00171763.
- Moore, Patrick. . Sterling Publishing Co. 2001. ISBN 978-0-304-35469-6.
- Price, Fred W. . Cambridge University Press. 1988. ISBN 978-0-521-33500-3.
- Rükl, Antonín. . Kalmbach Books. 1990. ISBN 978-0-913135-17-4.
- Webb, Rev. T. W.  6th revised. Dover. 1962. ISBN 978-0-486-20917-3.
- Whitaker, Ewen A. . Cambridge University Press. 1999. ISBN 978-0-521-62248-6.
- Wlasuk, Peter T. . Springer. 2000. ISBN 978-1-85233-193-1.